# Kikot
Kikot est un village du Cameroun, rattaché à la commune de Nyanon, situé dans le département de la Sanaga-Maritime et la région du Littoral, situé à 44 km de Ndom.

## Histoire
Le pont métallique de Kikot sur le fleuve Sanaga est construit en 1953. Il permet de relier la ville de Bafia au port de Douala par la route provinciale P10 rejoignant la route nationale 3 à Boumnyébel.

## Population et développement
En 1967, la population de Kikot était de 133 habitants, essentiellement des Basso. La population de Kikot était de 169 habitants dont 88 hommes et 81 femmes, lors du recensement de 2005.